# 田部俊行
田部 俊行（たべ としゆき、1950年 - ）は日本の脚本家。東京都出身。早稲田大学社会科学部卒業。

## 概要
主に刑事ドラマやアクションものの脚本を中心に活動。2004年の「半落ち」は第28回日本アカデミー賞最優秀作品賞を受賞。
1995年の「風のロンド」以降、中島丈博が手がける東海テレビの昼ドラマの脚本をアシスタント的に担当。1999年の「愛の流星」からはメインで脚本を手がける。

## 作品

### 映画
- 女事務員 色情生活 （1982年、にっかつ）
- 童貞物語2 チェリーボーイズ（1988年、鎌倉スパーステーション、バンダイ、MMP）
- JINGI 仁義（1991年、東映・日映エージェンシー）
- 私を抱いてそしてキスして （1992年、東映東京）
- あひるのうたがきこえてくるよ。（1993年、ホネ・フィルム、パイオニアLDC)
- 蛍II 赤い傷痕  東映ビデオ
- APOAPOワールド ジャイアント馬場90分一本勝負 （1996年、松竹、セデックス）
- オサムシの朝（1999年 映画「オサムシの朝」製作委員会）
- Nile ナイル （1999年、東映）
- 半落ち （2004年、「半落ち」製作委員会）
- 実録・安藤組外伝 餓狼の掟 （2002年、東映東京撮影所）
- 渋谷物語 （2004年、東映東京撮影所）
- 劇場版 超星艦隊セイザーX 戦え!星の戦士たち （2005年、東宝）

### Vシネマ
- 裏切りの明日（1990年、東映ビデオ・静岡けんみんテレビ）
- 悪役商会 狼たちの仁義（1991年、東映ビデオ）
- 泣きぼくろ （1991年、東北新社・小泉産業・SEDIC）
- 爆走儀式 STREET KIDS （1992年、東映ビデオ）
- 復讐は俺がやる DISTANT JUSTICE （1992年、東映ビデオ）
- 今日から俺は!! （1993年、東映ビデオ）
- 今日から俺は!!2  （1993年、東映ビデオ）
- 今日から俺は!! （1994年、東映ビデオ）
- 「仁義2」（1994年、徳間ジャパンコミュニケーションズ）
- 「仁義3」（1994年、日本映像）
- 今日から俺は!! 電撃の17才 （1995年、東映ビデオ）
- カラス （1995年、東映ビデオ）
- 女豹 灼熱のスナイパー （1996年、にっかつ）
- XX 美しき機能（キリングマシーン） （1996年、東映ビデオ）
- 今日から俺は!! ガッツだぜ十七才（1997年、東映ビデオ）
- 今日から俺は!! 嵐を呼ぶ十七才（1997年、東映ビデオ）
- 平成残侠伝 狼が斬る!（1998年、東映ビデオ）
- 新・湘南爆走族 荒くれKNIGHT2 （1998年、東映ビデオ）
- 平成残侠伝 獅子が哭く!（1998年、東映ビデオ）
- 新・湘南爆走族 荒くれKNIGHT3 （1999年、東映ビデオ）
- 新・湘南爆走族 荒くれKNIGHT4 （1999年、東映ビデオ）
- 疵5 血の鎮魂歌 （2001年、東映ビデオ）
- 修羅伝説 極道の地獄 （2001年、東映ビデオ）
- 仁義34 殺しの報酬 （2003年、日本映像）
- 仁義36 反逆の銃弾 （2003年、日本映像）
- 仁義38 野望の凶弾 （2003年、日本映像）

### テレビドラマ
- 俺はおまわり君（1981年、日本テレビ系列）
- 太陽にほえろ!（1981年、日本テレビ系列）
- 誇りの報酬（1985年、日本テレビ系列）
- あぶない刑事（1986年、日本テレビ系列）
- あきれた刑事（1987年、日本テレビ系列）
- ゴリラ・警視庁捜査第8班（1989年、テレビ朝日系列）
- 刑事貴族（1990年、日本テレビ系列）
- 東海テレビ製作昼ドラマ
  - 風のロンド （1995年、東海テレビ製作・フジテレビ系列）- 津雲むつみ原作 -（サブ担当）
  - 真夏の薔薇 （1996年、東海テレビ制作・フジテレビ系列）- （サブ担当）
  - 砂の城 （1997年、東海テレビ制作・フジテレビ系列）- 一条ゆかり原作 -（サブ担当）
  - 緋の稜線（1998年、東海テレビ制作・フジテレビ系列）- 佐伯かよの原作 -（サブ担当）
  - 愛の流星 （1999年、東海テレビ制作・フジテレビ系列）
  - 女同士（2000年、東海テレビ制作・フジテレビ系列）- （サブ担当）
  - レッド（2001年、東海テレビ制作・フジテレビ系列）-（サブ担当）
  - 新・愛の嵐（2002年、東海テレビ制作・フジテレビ系列）- （サブ担当）
  - 真実一路（2002年、東海テレビ制作・フジテレビ系列）- （サブ担当）
  - 冬の輪舞 （2005年、東海テレビ制作・フジテレビ系列）- 吉屋信子原作
  - 永遠の君へ （2006年、東海テレビ制作・フジテレビ系列）- （第2部より担当）
  - 母親失格 （2007年、東海テレビ制作・フジテレビ系列）
  - 花衣夢衣 （2008年、東海テレビ制作・フジテレビ系列）- 津雲むつみ原作

### テレビアニメ
- スプーンおばさん（1983年、NHK）
- おねがい!サミアどん（1986年、NHK）[2]
- ワンダービートS（1986年、TBS系列）
- 名探偵コナン（2000年、日本テレビ系列）

### 漫画原作
- セブンティーン・コップ（1988年、小学館）- 中原裕作画